# Їсянь (формація)
41°31′59″ пн. ш. 121°14′18″ сх. д. / 41.533° пн. ш. 121.2383° сх. д.
Формація Їсянь — геологічне утворення у міському окрузі Цзіньчжоу провінції Ляонін на сході Китаю. Охоплює пізній баремський і ранній аптський яруси ранньої крейди. Воно відоме чудово збереженими скам'янілостями і в основному складається з базальтів із вкрапленнями кремнієподібної породи.

## Історія

### Японська окупація
Потенційна важливість формації Їсянь була спершу визначена під час окупації Японською імперією китайської провінції Жехе після першої битви при Хопеї в 1933 році. Багато японських вчених помітили викопні рештки вимерлих риб і рептилій, можливо, хампзозаврів. Ці викопні рештки, видобуті японськими вченими, зникли після закінчення Другої світової війни в 1945 році.

### Китайське перевідкриття
До 1949 року, коли управління територією перейшло до Комуністичної партії Китаю та її лідера Мао Цзедуна, скам'янілості Їсяня вивчали лише китайські вчені. Лише в 1990-х роках були розкопані дивовижні скам'янілості птахів і динозаврів. З 1996 року в Їсяні було знайдено ряд скам'янілостей динозаврів, які зробили революцію в знаннях про цих тварин; серед них перші відомі тероподи з пір'ям, що не пов'язані з птахами.

## Датування
Деякий час вважалося, що утворення походить з межі пізньої юри та ранньої крейди, приблизно 145 млн років тому. Відтоді радіометричне датування показало, що воно молодше; тепер вважається, що воно утворилося у барремському періоді до раннього апту, приблизно 126—124 млн років тому.
Формація Ісянь утворює найнижчу частину групи Джехол, визначеної Гу (1962 і 1983) як група геологічних утворень, включаючи вугленосні шари Джехол, шари горючих сланців Джехол і вулканічні породи Джехол. Формації Їсянь передують давніші відкладення Даохугоу з невизначеним юрським або ранньокрейдовим віком, які іноді вважаються частиною групи Джехол. За формацією Їсянь стратиграфічно слідують трохи молодші формації Цзюфотан і Фусінь. Чіаппе стверджував у 1999 році, що найдавніші пласти Їсянь (ті, що мають фауну, де домінують конфуціусорнісові птахи) найкраще відокремити як окрему формацію, яка називається формацією Чаомідіаньзи, з типовим місцем розташування в селі Сіхетун, приблизно 25 км на південь від міста Бейпяо. Однак ця класифікація невизнана, і формація Чаомідіанзи не використовується.
Формація Дабейгоу у Фенніні, провінція Хебей, може безпосередньо передувати Їсянь, або вона може бути еквівалентною найдавнішим пластам Їсянь. Їсянь також місцями перекриває формацію Тученцзи .
Формація Їсянь неофіційно розділена на кілька субодиниць, а стратиграфія залишається суперечливою, тому тут наведено консервативний список, від останньої до найдавнішої, згідно з Zhong et al., 2021:
- Верхній Їсянь (124,1 млн років)
- Верхній лавовий блок
- Цзяньшангоу (125,46 млн років)
- Нижній лавовий блок
- Луцзятунь (125,76-125,68 млн років)

## Екологія
Формація Ісянь являє собою другу з трьох основних фауністичних фаз, які характеризують біоту Джехол, в основному на основі змін у різноманітності безхребетних. В Їсяні остракоди значно диверсифікувалися, незважаючи на дуже низьку різноманітність у раннішій формації Дабейгоу. Інші основні групи безхребетних в Їсяні включають інших ракоподібних і комах. Комахи, як група, пережили найбільшу диверсифікацію за всю мезозойську еру в Їсянь. З іншого боку, деякі групи безхребетних, такі як двостулкові та черевоногі молюски (равлики та слимаки), були численними, але мали низьку різноманітність, в основному представлені одним або двома домінантними видами (Arguniella у випадку двостулкових).
Дослідження хребетних показали підтримку поділу Джехол на фази, а різноманітність риби в Їсяні відрізнялася від старших і молодших утворень, з Lycoptera як домінуючим видом. В Їсяні зберігаються перші джехольські динозаври та птерозаври (які не були знайдені в старшій формації Дабейгоу), а також перші значні випромінювання птахів (з Дабейгоу відомий лише один вид птахів). Їсянь також зберігає найбільше (і єдине) випромінювання ссавців, відоме досі з групи Джехол. Більшість хребетних виявили схильність лазити по деревах або були деревними, включно з багатьма птахами, що живуть на деревах, ссавцями та ящірками, що лазять.
Рослинний світ досяг свого піку біоти Джехол в Їсяні. Було присутні п'ять видів квіткових рослин (три з роду Archaefructus, один з Archaeamphora і один з Hyrcantha (колишній Sinocarpus), а також різні хвощі, які дуже нагадували сучасні види. Цілком можливо, що збільшення різноманітності тварин і рослин було пов'язане. Їсянь характеризується великими лісами, серед яких переважають такі дерева, як гінкго, хвойні дерева, саговники та насіннєві папороті. Грунтопокривні рослини включали плауни, хвощі, папороті та примітивні квіткові рослини, які були рідкісними порівняно з іншими.
Ця рослинність росла навколо ряду прісноводних озер, забезпечених багатими мінералами завдяки періодичним виверженням вулканів. Вулканічна активність, а також періодичні лісові пожежі та шкідливі гази, що виділяються з дна озера, спричинили постійне руйнування та відродження екосистеми. Це, разом із великою різноманітністю середовищ існування в навколишньому регіоні, могло сприяти швидкому урізноманітненню форм життя, присутніх в екосистемі Їсянь.

## Клімат
Завдяки розмаїттю рослинного світу в Їсяні, включно з прикладами різноманітної скам'янілої деревини та кілець росту, а також за допомогою хімічного аналізу вчені змогли визначити клімат утворення. У флорі Їсяня переважали хвойні дерева, тісно пов'язані з сучасними видами, які зустрічаються переважно в субтропічних і помірних високогірних лісах. Наявність папоротей, саговників і хвощів свідчить про загалом вологий клімат. Однак дані з кілець росту скам'янілої деревини вказують на те, що вологість і запас води регулярно знижувалися. Це показує, що вологі, вологі умови перемежовувалися сухими сезонами, під час яких середовище ставало більш посушливим. Дані дослідження ізотопів кисню показали, що середньорічна температура протягом цього періоду становила 10 градусів за Цельсієм (50 градусів за Фаренгейтом), що значно нижче, ніж вважалося раніше. Це вказує на помірний клімат із надзвичайно холодними зимами для загалом теплої мезозойської ери, можливо, через високу широту північного Китаю в цей час. Дослідження Wu et al. (2013) дійшли висновку, що орбітальне форсування, тобто вплив на клімат, спричинений зміною нахилу осі Землі та формою орбіти Землі, вніс зміни у кліматичні коливання цієї формації.

## Палеобіота
Формація Їсянь добре відома своєю великою різноманітністю добре збережених екземплярів і пернатих динозаврів, таких як великий тиранозавроїд Yutyrannus, теризинозавр бейпяозавр і різноманітні дрібні птахи, а також ряд інших динозаврів, таких як ігуанодонт Bolong, зауропод Dongbeititan і цератопс Psittacosaurus. Інша біота включала троодонтида Mei, дромеозаврида Tianyuraptor, компсогнатіда Sinosauropteryx і тиранозавроподібного Dilong. Незважаючи на поширене припущення, Microraptor не походить з цієї формації, натомість походить з молодшої формації Цзюфотан. Однак інші мікрорапторини, такі як синорнітозавр і грациліраптор, справді населяли Їсянь. Лімнічне виверження могло зберегти багато скам'янілостей, за винятком Dongbeititan.